# Whitey Bimstein
Morris „Whitey“ Bimstein (* 10. Januar 1897 in der Lower East Side von Manhattan, New York; † 13. Juli 1969 in der Bronx, New York) war ein US-amerikanischer Boxer, Boxtrainer und Cutman. Als Trainer gilt er als einer der beachtlichsten.
Nach 70 Kämpfen hängte Bimstein seine Handschuhe an den Nagel und diente der Marine der Vereinigten Staaten von Amerika als Trainer. 
Als er die Marine verließ, beschloss er, Vollzeittrainer zu werden. Er bildete eine Partnerschaft mit Ray Arcel im Jahre 1925 und brachte zusammen mit ihm einige bedeutende Champions hervor. Ihre Partnerschaft endete 1934 aufgrund der wirtschaftlichen Zeiten.
2006 fand Bimstein Aufnahme in die International Boxing Hall of Fame sowie 2008 in die International Jewish Sports Hall of Fame.